# 1549
Portal Geschichte | Portal Biografien | Aktuelle Ereignisse | Jahreskalender | Tagesartikel

◄ |
15. Jahrhundert |
16. Jahrhundert
| 17. Jahrhundert | ►

◄ |
1510er |
1520er |
1530er |
1540er
| 1550er | 1560er | 1570er | ►

◄◄ |
◄ |
1545 |
1546 |
1547 |
1548 |
1549
| 1550 | 1551 | 1552 | 1553 | ► | ►►
Staatsoberhäupter  · Nekrolog   · Musikjahr
| Januar | Januar | Januar | Januar | Januar | Januar | Januar | Januar |
| Kw     | Mo     | Di     | Mi     | Do     | Fr     | Sa     | So     |
| 1      |        | 1      | 2      | 3      | 4      | 5      | 6      |
| 2      | 7      | 8      | 9      | 10     | 11     | 12     | 13     |
| 3      | 14     | 15     | 16     | 17     | 18     | 19     | 20     |
| 4      | 21     | 22     | 23     | 24     | 25     | 26     | 27     |
| 5      | 28     | 29     | 30     | 31     |        |        |        |
| ------ | ------ | ------ | ------ | ------ | ------ | ------ | ------ |

| Februar | Februar | Februar | Februar | Februar | Februar | Februar | Februar |
| Kw      | Mo      | Di      | Mi      | Do      | Fr      | Sa      | So      |
| 5       |         |         |         |         | 1       | 2       | 3       |
| 6       | 4       | 5       | 6       | 7       | 8       | 9       | 10      |
| 7       | 11      | 12      | 13      | 14      | 15      | 16      | 17      |
| 8       | 18      | 19      | 20      | 21      | 22      | 23      | 24      |
| 9       | 25      | 26      | 27      | 28      |         |         |         |
| ------- | ------- | ------- | ------- | ------- | ------- | ------- | ------- |

| März | März | März | März | März | März | März | März |
| Kw   | Mo   | Di   | Mi   | Do   | Fr   | Sa   | So   |
| 9    |      |      |      |      | 1    | 2    | 3    |
| 10   | 4    | 5    | 6    | 7    | 8    | 9    | 10   |
| 11   | 11   | 12   | 13   | 14   | 15   | 16   | 17   |
| 12   | 18   | 19   | 20   | 21   | 22   | 23   | 24   |
| 13   | 25   | 26   | 27   | 28   | 29   | 30   | 31   |
| ---- | ---- | ---- | ---- | ---- | ---- | ---- | ---- |

| April | April | April | April | April | April | April | April |
| Kw    | Mo    | Di    | Mi    | Do    | Fr    | Sa    | So    |
| 14    | 1     | 2     | 3     | 4     | 5     | 6     | 7     |
| 15    | 8     | 9     | 10    | 11    | 12    | 13    | 14    |
| 16    | 15    | 16    | 17    | 18    | 19    | 20    | 21    |
| 17    | 22    | 23    | 24    | 25    | 26    | 27    | 28    |
| 18    | 29    | 30    |       |       |       |       |       |
| ----- | ----- | ----- | ----- | ----- | ----- | ----- | ----- |

| Mai | Mai | Mai | Mai | Mai | Mai | Mai | Mai |
| Kw  | Mo  | Di  | Mi  | Do  | Fr  | Sa  | So  |
| 18  |     |     | 1   | 2   | 3   | 4   | 5   |
| 19  | 6   | 7   | 8   | 9   | 10  | 11  | 12  |
| 20  | 13  | 14  | 15  | 16  | 17  | 18  | 19  |
| 21  | 20  | 21  | 22  | 23  | 24  | 25  | 26  |
| 22  | 27  | 28  | 29  | 30  | 31  |     |     |
| --- | --- | --- | --- | --- | --- | --- | --- |

| Juni | Juni | Juni | Juni | Juni | Juni | Juni | Juni |
| Kw   | Mo   | Di   | Mi   | Do   | Fr   | Sa   | So   |
| 22   |      |      |      |      |      | 1    | 2    |
| 23   | 3    | 4    | 5    | 6    | 7    | 8    | 9    |
| 24   | 10   | 11   | 12   | 13   | 14   | 15   | 16   |
| 25   | 17   | 18   | 19   | 20   | 21   | 22   | 23   |
| 26   | 24   | 25   | 26   | 27   | 28   | 29   | 30   |
| ---- | ---- | ---- | ---- | ---- | ---- | ---- | ---- |

| Juli | Juli | Juli | Juli | Juli | Juli | Juli | Juli |
| Kw   | Mo   | Di   | Mi   | Do   | Fr   | Sa   | So   |
| 27   | 1    | 2    | 3    | 4    | 5    | 6    | 7    |
| 28   | 8    | 9    | 10   | 11   | 12   | 13   | 14   |
| 29   | 15   | 16   | 17   | 18   | 19   | 20   | 21   |
| 30   | 22   | 23   | 24   | 25   | 26   | 27   | 28   |
| 31   | 29   | 30   | 31   |      |      |      |      |
| ---- | ---- | ---- | ---- | ---- | ---- | ---- | ---- |

| August | August | August | August | August | August | August | August |
| Kw     | Mo     | Di     | Mi     | Do     | Fr     | Sa     | So     |
| 31     |        |        |        | 1      | 2      | 3      | 4      |
| 32     | 5      | 6      | 7      | 8      | 9      | 10     | 11     |
| 33     | 12     | 13     | 14     | 15     | 16     | 17     | 18     |
| 34     | 19     | 20     | 21     | 22     | 23     | 24     | 25     |
| 35     | 26     | 27     | 28     | 29     | 30     | 31     |        |
| ------ | ------ | ------ | ------ | ------ | ------ | ------ | ------ |

| September | September | September | September | September | September | September | September |
| Kw        | Mo        | Di        | Mi        | Do        | Fr        | Sa        | So        |
| 35        |           |           |           |           |           |           | 1         |
| 36        | 2         | 3         | 4         | 5         | 6         | 7         | 8         |
| 37        | 9         | 10        | 11        | 12        | 13        | 14        | 15        |
| 38        | 16        | 17        | 18        | 19        | 20        | 21        | 22        |
| 39        | 23        | 24        | 25        | 26        | 27        | 28        | 29        |
| 40        | 30        |           |           |           |           |           |           |
| --------- | --------- | --------- | --------- | --------- | --------- | --------- | --------- |

| Oktober | Oktober | Oktober | Oktober | Oktober | Oktober | Oktober | Oktober |
| Kw      | Mo      | Di      | Mi      | Do      | Fr      | Sa      | So      |
| 40      |         | 1       | 2       | 3       | 4       | 5       | 6       |
| 41      | 7       | 8       | 9       | 10      | 11      | 12      | 13      |
| 42      | 14      | 15      | 16      | 17      | 18      | 19      | 20      |
| 43      | 21      | 22      | 23      | 24      | 25      | 26      | 27      |
| 44      | 28      | 29      | 30      | 31      |         |         |         |
| ------- | ------- | ------- | ------- | ------- | ------- | ------- | ------- |

| November | November | November | November | November | November | November | November |
| Kw       | Mo       | Di       | Mi       | Do       | Fr       | Sa       | So       |
| 44       |          |          |          |          | 1        | 2        | 3        |
| 45       | 4        | 5        | 6        | 7        | 8        | 9        | 10       |
| 46       | 11       | 12       | 13       | 14       | 15       | 16       | 17       |
| 47       | 18       | 19       | 20       | 21       | 22       | 23       | 24       |
| 48       | 25       | 26       | 27       | 28       | 29       | 30       |          |
| -------- | -------- | -------- | -------- | -------- | -------- | -------- | -------- |

| Dezember | Dezember | Dezember | Dezember | Dezember | Dezember | Dezember | Dezember |
| Kw       | Mo       | Di       | Mi       | Do       | Fr       | Sa       | So       |
| 48       |          |          |          |          |          |          | 1        |
| 49       | 2        | 3        | 4        | 5        | 6        | 7        | 8        |
| 50       | 9        | 10       | 11       | 12       | 13       | 14       | 15       |
| 51       | 16       | 17       | 18       | 19       | 20       | 21       | 22       |
| 52       | 23       | 24       | 25       | 26       | 27       | 28       | 29       |
| 1        | 30       | 31       |          |          |          |          |          |
| -------- | -------- | -------- | -------- | -------- | -------- | -------- | -------- |

| Januar | Januar | Januar | Januar | Januar | Januar | Januar | Januar |
| Kw     | Mo     | Di     | Mi     | Do     | Fr     | Sa     | So     |
| 1      |        | 1      | 2      | 3      | 4      | 5      | 6      |
| 2      | 7      | 8      | 9      | 10     | 11     | 12     | 13     |
| 3      | 14     | 15     | 16     | 17     | 18     | 19     | 20     |
| 4      | 21     | 22     | 23     | 24     | 25     | 26     | 27     |
| 5      | 28     | 29     | 30     | 31     |        |        |        |
| ------ | ------ | ------ | ------ | ------ | ------ | ------ | ------ |

| Februar | Februar | Februar | Februar | Februar | Februar | Februar | Februar |
| Kw      | Mo      | Di      | Mi      | Do      | Fr      | Sa      | So      |
| 5       |         |         |         |         | 1       | 2       | 3       |
| 6       | 4       | 5       | 6       | 7       | 8       | 9       | 10      |
| 7       | 11      | 12      | 13      | 14      | 15      | 16      | 17      |
| 8       | 18      | 19      | 20      | 21      | 22      | 23      | 24      |
| 9       | 25      | 26      | 27      | 28      |         |         |         |
| ------- | ------- | ------- | ------- | ------- | ------- | ------- | ------- |

| März | März | März | März | März | März | März | März |
| Kw   | Mo   | Di   | Mi   | Do   | Fr   | Sa   | So   |
| 9    |      |      |      |      | 1    | 2    | 3    |
| 10   | 4    | 5    | 6    | 7    | 8    | 9    | 10   |
| 11   | 11   | 12   | 13   | 14   | 15   | 16   | 17   |
| 12   | 18   | 19   | 20   | 21   | 22   | 23   | 24   |
| 13   | 25   | 26   | 27   | 28   | 29   | 30   | 31   |
| ---- | ---- | ---- | ---- | ---- | ---- | ---- | ---- |

| April | April | April | April | April | April | April | April |
| Kw    | Mo    | Di    | Mi    | Do    | Fr    | Sa    | So    |
| 14    | 1     | 2     | 3     | 4     | 5     | 6     | 7     |
| 15    | 8     | 9     | 10    | 11    | 12    | 13    | 14    |
| 16    | 15    | 16    | 17    | 18    | 19    | 20    | 21    |
| 17    | 22    | 23    | 24    | 25    | 26    | 27    | 28    |
| 18    | 29    | 30    |       |       |       |       |       |
| ----- | ----- | ----- | ----- | ----- | ----- | ----- | ----- |

| Mai | Mai | Mai | Mai | Mai | Mai | Mai | Mai |
| Kw  | Mo  | Di  | Mi  | Do  | Fr  | Sa  | So  |
| 18  |     |     | 1   | 2   | 3   | 4   | 5   |
| 19  | 6   | 7   | 8   | 9   | 10  | 11  | 12  |
| 20  | 13  | 14  | 15  | 16  | 17  | 18  | 19  |
| 21  | 20  | 21  | 22  | 23  | 24  | 25  | 26  |
| 22  | 27  | 28  | 29  | 30  | 31  |     |     |
| --- | --- | --- | --- | --- | --- | --- | --- |

| Juni | Juni | Juni | Juni | Juni | Juni | Juni | Juni |
| Kw   | Mo   | Di   | Mi   | Do   | Fr   | Sa   | So   |
| 22   |      |      |      |      |      | 1    | 2    |
| 23   | 3    | 4    | 5    | 6    | 7    | 8    | 9    |
| 24   | 10   | 11   | 12   | 13   | 14   | 15   | 16   |
| 25   | 17   | 18   | 19   | 20   | 21   | 22   | 23   |
| 26   | 24   | 25   | 26   | 27   | 28   | 29   | 30   |
| ---- | ---- | ---- | ---- | ---- | ---- | ---- | ---- |

| Juli | Juli | Juli | Juli | Juli | Juli | Juli | Juli |
| Kw   | Mo   | Di   | Mi   | Do   | Fr   | Sa   | So   |
| 27   | 1    | 2    | 3    | 4    | 5    | 6    | 7    |
| 28   | 8    | 9    | 10   | 11   | 12   | 13   | 14   |
| 29   | 15   | 16   | 17   | 18   | 19   | 20   | 21   |
| 30   | 22   | 23   | 24   | 25   | 26   | 27   | 28   |
| 31   | 29   | 30   | 31   |      |      |      |      |
| ---- | ---- | ---- | ---- | ---- | ---- | ---- | ---- |

| August | August | August | August | August | August | August | August |
| Kw     | Mo     | Di     | Mi     | Do     | Fr     | Sa     | So     |
| 31     |        |        |        | 1      | 2      | 3      | 4      |
| 32     | 5      | 6      | 7      | 8      | 9      | 10     | 11     |
| 33     | 12     | 13     | 14     | 15     | 16     | 17     | 18     |
| 34     | 19     | 20     | 21     | 22     | 23     | 24     | 25     |
| 35     | 26     | 27     | 28     | 29     | 30     | 31     |        |
| ------ | ------ | ------ | ------ | ------ | ------ | ------ | ------ |

| September | September | September | September | September | September | September | September |
| Kw        | Mo        | Di        | Mi        | Do        | Fr        | Sa        | So        |
| 35        |           |           |           |           |           |           | 1         |
| 36        | 2         | 3         | 4         | 5         | 6         | 7         | 8         |
| 37        | 9         | 10        | 11        | 12        | 13        | 14        | 15        |
| 38        | 16        | 17        | 18        | 19        | 20        | 21        | 22        |
| 39        | 23        | 24        | 25        | 26        | 27        | 28        | 29        |
| 40        | 30        |           |           |           |           |           |           |
| --------- | --------- | --------- | --------- | --------- | --------- | --------- | --------- |

| Oktober | Oktober | Oktober | Oktober | Oktober | Oktober | Oktober | Oktober |
| Kw      | Mo      | Di      | Mi      | Do      | Fr      | Sa      | So      |
| 40      |         | 1       | 2       | 3       | 4       | 5       | 6       |
| 41      | 7       | 8       | 9       | 10      | 11      | 12      | 13      |
| 42      | 14      | 15      | 16      | 17      | 18      | 19      | 20      |
| 43      | 21      | 22      | 23      | 24      | 25      | 26      | 27      |
| 44      | 28      | 29      | 30      | 31      |         |         |         |
| ------- | ------- | ------- | ------- | ------- | ------- | ------- | ------- |

| November | November | November | November | November | November | November | November |
| Kw       | Mo       | Di       | Mi       | Do       | Fr       | Sa       | So       |
| 44       |          |          |          |          | 1        | 2        | 3        |
| 45       | 4        | 5        | 6        | 7        | 8        | 9        | 10       |
| 46       | 11       | 12       | 13       | 14       | 15       | 16       | 17       |
| 47       | 18       | 19       | 20       | 21       | 22       | 23       | 24       |
| 48       | 25       | 26       | 27       | 28       | 29       | 30       |          |
| -------- | -------- | -------- | -------- | -------- | -------- | -------- | -------- |

| Dezember | Dezember | Dezember | Dezember | Dezember | Dezember | Dezember | Dezember |
| Kw       | Mo       | Di       | Mi       | Do       | Fr       | Sa       | So       |
| 48       |          |          |          |          |          |          | 1        |
| 49       | 2        | 3        | 4        | 5        | 6        | 7        | 8        |
| 50       | 9        | 10       | 11       | 12       | 13       | 14       | 15       |
| 51       | 16       | 17       | 18       | 19       | 20       | 21       | 22       |
| 52       | 23       | 24       | 25       | 26       | 27       | 28       | 29       |
| 1        | 30       | 31       |          |          |          |          |          |
| -------- | -------- | -------- | -------- | -------- | -------- | -------- | -------- |

## Ereignisse

### Politik und Weltgeschehen

#### England
- 20. März: Thomas Seymour, 1. Baron Seymour of Sudeley, der Onkel von König Edward VI., wird nach einem missglückten Komplott gegen seinen Bruder Edward Seymour, 1. Duke of Somerset, wegen Hochverrats hingerichtet.
- Robert Ket führt in Norfolk einen Bauernaufstand an, bei dem am 1. August auch Norwich besetzt wird. Der Aufstand wird von John Dudley, 1. Duke of Northumberland, blutig niedergeschlagen, Robert Ket wird am 7. Dezember gemeinsam mit seinem Bruder hingerichtet.
- England stellt die Verfolgung Andersgläubiger ein.

#### Heiliges Römisches Reich
- 4. November: Kaiser Karl V. erlässt als Folge des Burgundischen Vertrags über die Habsburgischen Niederlande eine Pragmatische Sanktion, in welcher er die einzelnen Territorien der sogenannten Siebzehn Provinzen zu einer unteilbaren Herrschaft zusammenfügt und damit die Erbfolge für sein burgundisches Erbe regelt.

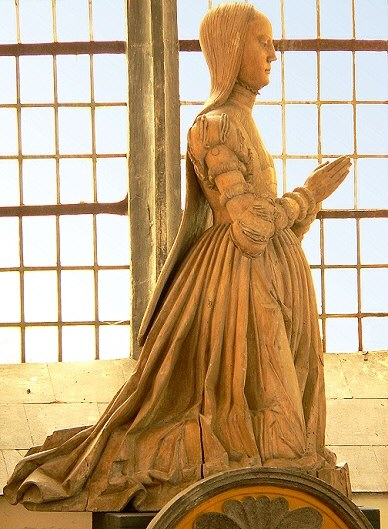
Schlossherrin Klara von Sachsen-Lauenburg

- 23. November: Mit dem Tod von Herzog Franz erlischt das 1539 eigens für ihn geschaffene Herzogtum Gifhorn und fällt an das Fürstentum Lüneburg zurück. Franz’ Witwe Klara von Sachsen-Lauenburg erhält Schloss Fallersleben als Witwensitz.

#### Afrika
- Die Saadier unter Muhammad asch-Schaich erobern Fès und zerschlagen damit das Reich der Wattasiden in Marokko. Deren Sultan Abu l-Abbas Ahmad fällt im Kampf. Die Saadier gründen eine neue Dynastie.
- Das Reich Jolof auf dem Gebiet des heutigen Senegal beginnt zu zerfallen. Als erstes spaltet sich die Provinz Cayor ab.

#### Südamerika
- 29. März: Salvador da Bahia wird als erste Hauptstadt ihres brasilianischen Besitzes in Südamerika von den Portugiesen gegründet.
- 1. November: Pedro de Ursúa gründet die Stadt Pamplona im heutigen Kolumbien.
- Die Spanier beginnen mit der Unterwerfung der Aguaruna.
- In Südamerika beginnt der Missionskreuzzug der Jesuiten, welche die Indianer schützen werden und als Arbeitskräfte importierte afrikanische Negersklaven gutheißen.

#### Asien

Verlauf des Siamesisch-Birmanischen Krieges von 1548 bis 1549

- Obwohl es dem von portugiesischen Söldnern unterstützten birmanischen König Tabinshwehti von Taungu während der Belagerung Ayutthayas gelingt, den siamesischen Prinzen Ramesuan gefangen zu nehmen, müssen die Birmanen im Siamesisch-Birmanischen Krieg den Angriff auf das von König Maha Chakkraphat verteidigte Königreich Ayutthaya wegen mangelnden Nachschubs abbrechen und die Geiseln freilassen.
- Yi Gi wird Premierminister der Joseon-Dynastie in Korea.

### Wirtschaft
- 27. März: Kurfürst Moritz von Sachsen erlässt eine eigene sächsische Münzordnung. Die Münztrennung zwischen dem albertinischen und dem ernestinischen Sachsen ist damit endgültig abgeschlossen.

### Wissenschaft und Technik
- 5. April: Das Collegium St. Hieronymi in Dillingen wird gegründet.

### Kultur
- Hans Sachs veröffentlicht eine deutsche Übersetzung des Jedermann-Dramas Hecastus von Georgius Macropedius.

### Religion
- 15. August: Der Jesuit Francisco de Xavier y Jassu trifft auf der Insel Kyūshū ein und beginnt mit der christlichen Missionierung Japans.
- 21. August: Portalegre wird Bischofssitz.
- 10. November: In Rom stirbt Papst Paul III. Das am 29. November einberufene Konklave kann sich bis Ende des Jahres nicht auf einen Nachfolger einigen.

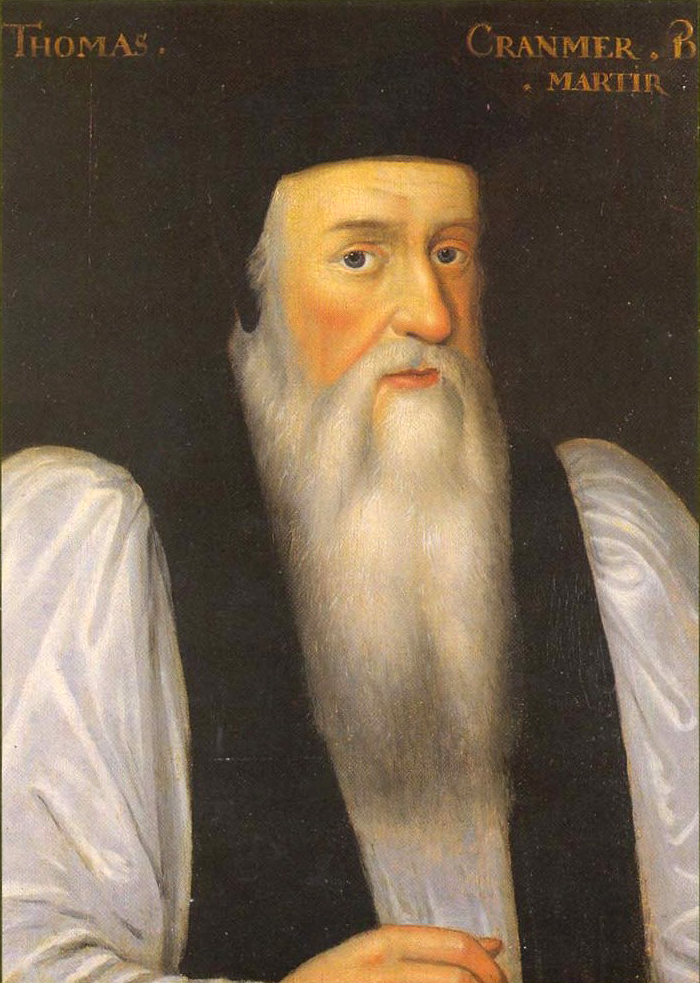
Thomas Cranmer

- Thomas Cranmer, Erzbischof von Canterbury, veröffentlicht das Book of Common Prayer. Die Agende der Church of England wird noch im gleichen Jahr von König Edward VI. in ganz England eingeführt.
- Heinrich Bullinger und Johannes Calvin schließen den Consensus Tigurinus über das Abendmahl, durch den es zur Annäherung der zwinglianischen und der calvinistischen Reformation in der Schweiz und somit zu einem einheitlichen schweizerischen Reformiertentum kommt.
- Sternberger Landtag: Mecklenburg bekennt sich zur lutherischen Lehre.
- In der im Vorjahr gegründeten Stadt La Paz wird mit der Errichtung der Iglesia de San Francisco begonnen. Die Fertigstellung nimmt rund 200 Jahre in Anspruch.

### Natur und Umwelt
- 23. Februar: Bei Konstanz wird ein Wasserwunder am Seerhein beobachtet. Das Ereignis ist inzwischen wissenschaftlich als Seiche, eine stehende Welle, identifiziert.

## Historische Karten und Ansichten

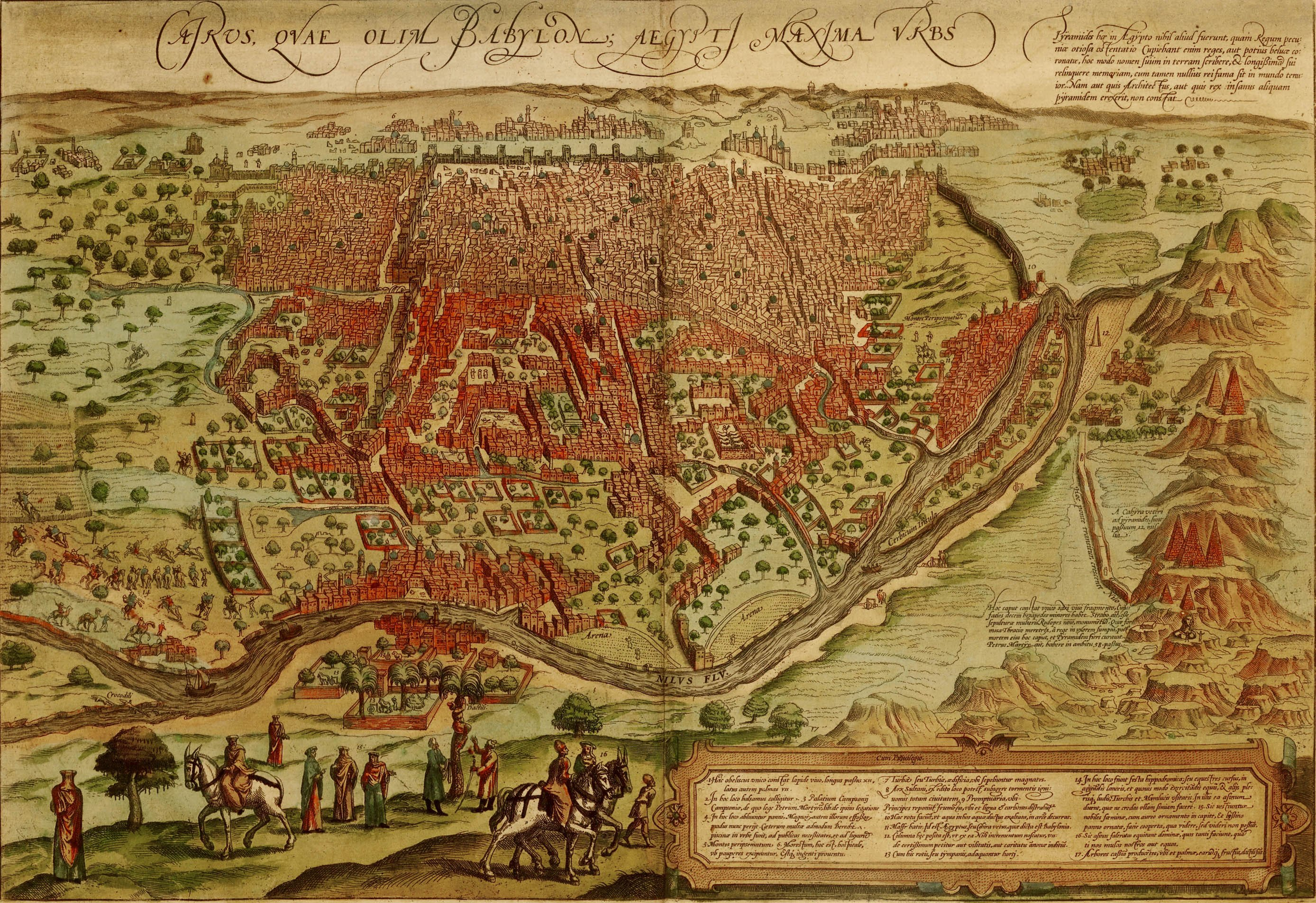
Stadtplan Kairos von Matteo Pagano

## Geboren

### Geburtsdatum gesichert
- 07. Januar: Francesco Bassano der Jüngere, italienischer Maler († 1592)
- 16. Januar: Johannes Pappus, deutscher lutherischer Theologe, Reformator und Konfessionalist († 1610)
- 17. Januar: Octavianus Secundus Fugger, deutscher Handelsherr († 1600)
- 15. Februar: Barnim X., Herzog von Pommern-Stettin († 1603)
- 20. Februar: Francesco Maria II. della Rovere, Herzog von Urbino († 1631)
- 21. Februar: Ottilia von Fürstenberg, Priorin des Klosters Oelinghausen und Äbtissin des Stifts Heerse († 1621)
- 08. März: Anton, Graf von Holstein-Schaumburg und Bischof von Minden († 1599)
- 13. April: Juraj IV. Zrinski, kroatischer Adliger († 1603)
- 28. April: Christoph Popel von Lobkowitz, böhmischer Politiker und Diplomat († 1609)
- 23. Mai: Melchior von Rechenberg, sächsisch-schlesischer Adliger, Landeshauptmann der Grafschaft Glatz († 1625)
- 02. Juli: Sabina von Württemberg, Landgräfin von Hessen-Kassel († 1581)
- 05. Juli: Francesco Maria Bourbon Del Monte, italienischer Kardinal († 1627)
- 23. Juli: Anna Elisabeth von der Pfalz, Pfalzgräfin von Simmern und Prinzessin von der Pfalz sowie durch Heirat nacheinander Landgräfin von Hessen-Rheinfels und Pfalzgräfin von Veldenz († 1609)

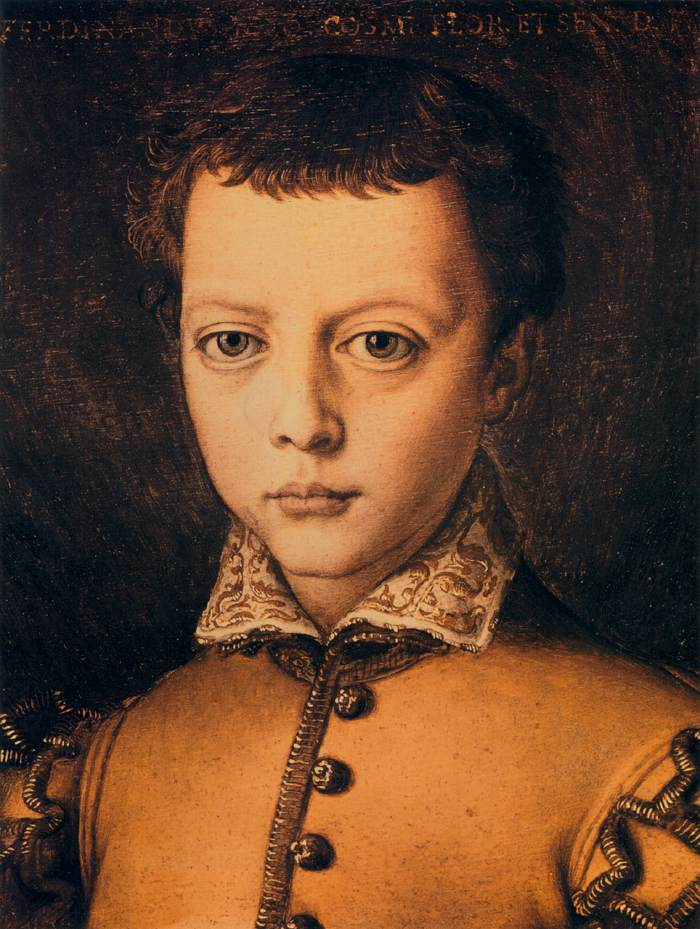
Ferdinando de’ Medici als Kind

- 30. Juli: Ferdinando I. de’ Medici, Florentiner Adeliger, Kardinal der katholischen Kirche und Großherzog der Toskana († 1609)
- 02. August: Mikołaj Krzysztof Radziwiłł, Magnat und hochrangiger Funktionsträger in Polen-Litauen († 1616)
- 10. August: Katharina von Brandenburg-Küstrin, Kurfürstin von Brandenburg († 1602)
- 02. November: Anna von Österreich, Erzherzogin von Österreich, Königin von Spanien und Portugal († 1580)
- 05. November: Philippe Duplessis-Mornay, französischer reformierter Theologe und Staatsmann († 1623)
- 30. November: Henry Savile, englischer Gelehrter († 1622)

### Genaues Geburtsdatum unbekannt
- Malik Ambar, Peshwa von Ahmadnagar († 1626)
- Cesare Aretusi, italienischer Maler († 1612)
- Maria Holl, deutsche Gastwirtin und Überlebende der Hexenverfolgung in Nördlingen († 1634)
- Marie Touchet, französische Adelige und Mätresse des französischen Königs Karl IX. († 1638)

## Gestorben

### Todesdatum gesichert

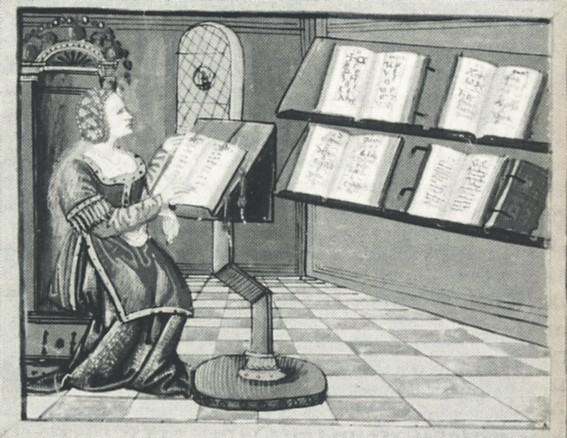
Catherine d’Amboise

- 01. Januar: Catherine d’Amboise, französische Dichtern und Mäzenin (* 1482)
- 23. Januar: Johannes Honterus, siebenbürgischer Reformator (* wahrscheinlich 1498)
- 01. Februar: Melchior Lotter der Ältere, deutscher Buchdrucker und Verleger (* um 1470)
- 15. Februar: Giovanni Antonio Bazzi, genannt Sodoma, italienischer Maler (* 1477)
- 17. Februar: Laurentius Autenrieth, katholischer Abt (* 1483)

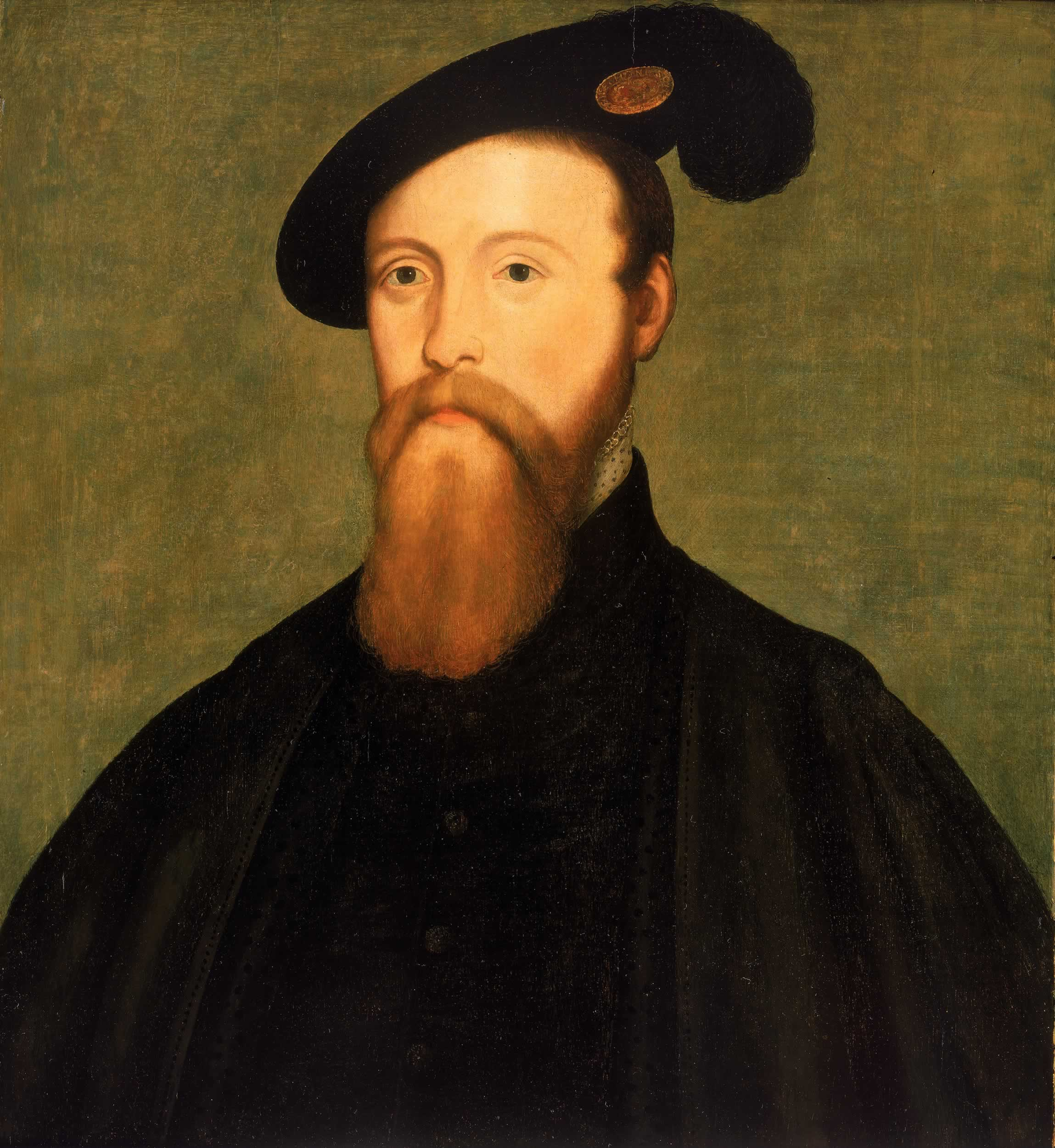
Thomas Seymour

- 20. März: Thomas Seymour, 1. Baron Seymour of Sudeley, englischer Edelmann, Heerführer, Diplomat und Politiker, wegen Hochverrats hingerichtet (* 1508)
- 25. März: Veit Dietrich, deutscher Theologe, Schriftsteller und Reformator (* 1506)
- 15. April: Christina von Sachsen, Landgräfin von Hessen (* 1505)
- 25. Juni: Wendel Roskopf, Ratswerkmeister in Görlitz und Landbaumeister in Schlesien (* 1485/90)
- 07. August: Hartmut XII. von Cronberg, deutscher Ritter, Anhänger Luthers (* 1488)
- 11. August: Otto I., Herzog von Braunschweig-Harburg (* 1495)
- 21. August: Wilhelm von Fürstenberg, deutscher Söldnerführer (* 1491)
- 24. August: Wymond Carew, englischer Höfling und Politiker (* 1498)
- 30. August: Arakida Moritake, japanischer Shintō-Priester und Lyriker (* 1473)
- 21. September: Benedetto Accolti, italienischer Kardinal der katholischen Kirche (* 1497)
- 01. Oktober: Johann Briesmann, deutscher Theologe und Reformator (* 1488)
- 27. Oktober: Marie d’Albret, Gräfin von Rethel und Gräfin von Nevers (* 1491)
- 10. November: Alessandro Farnese, unter dem Namen Paul III. Papst (* 1468)
- 13. November: Paul Fagius, deutscher Theologe, Reformator und Hebraist (* 1504)
- 13. November: Sebastian von Weitmühl, Adeliger und Kriegsherr in Nordböhmen
- 21. November: Ebba Eriksdotter Wasa, schwedische Adelige, Schwiegermutter des schwedischen Königs Gustav I. Wasa (* um 1491)
- 23. November: Franz, Herzog von Braunschweig-Lüneburg und Herzog von Gifhorn (* 1508)
- 26. November: Antonio Abbondi, venezianischer Bildhauer und Architekt (* letztes Viertel 15. Jahrhundert)
- 30. November: Johann VIII. von Maltitz, Bischof von Meißen
- 07. Dezember: Robert Ket, englischer Bauernführer und Aufständischer, hingerichtet

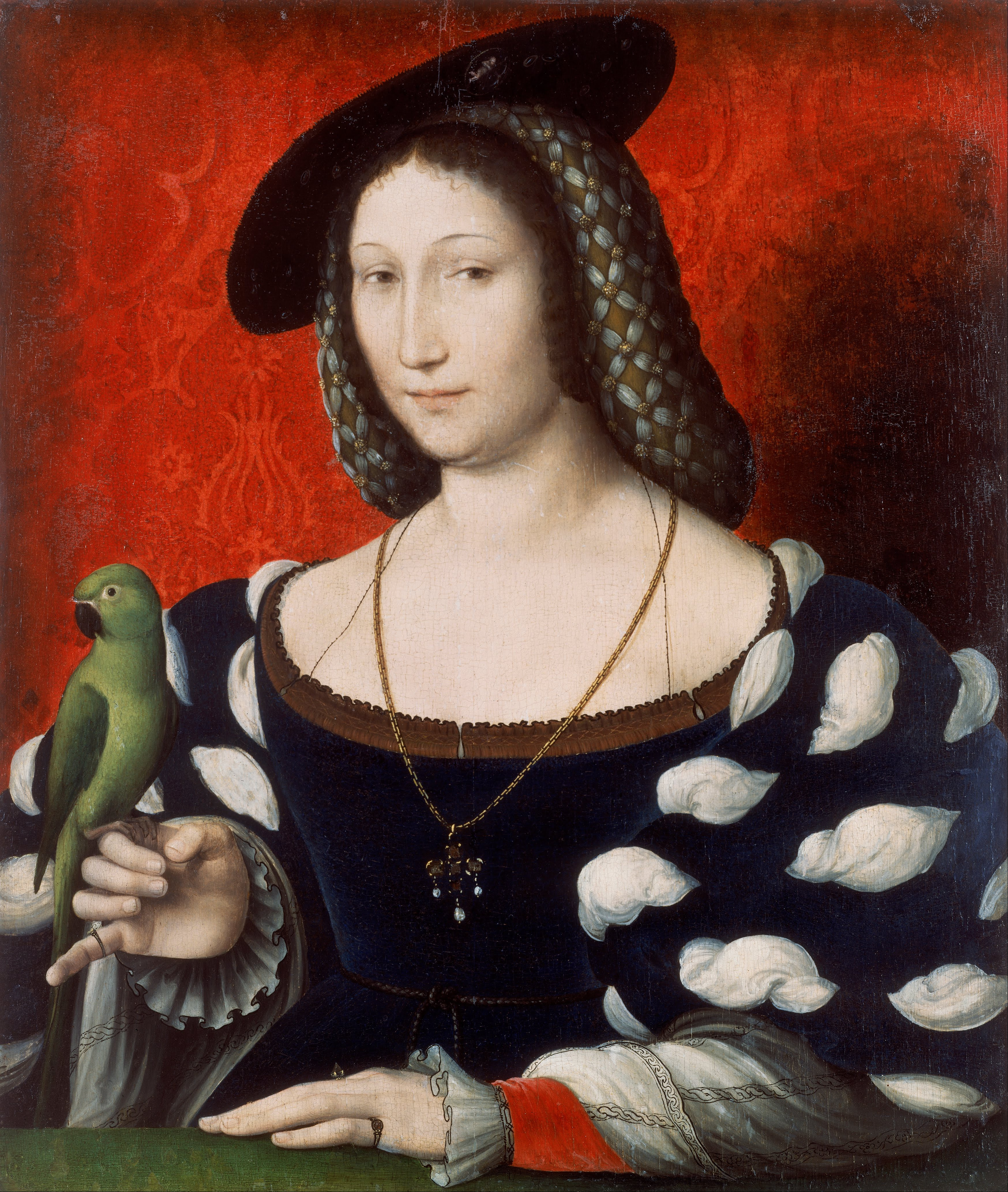
Margarete von Navarra

- 21. Dezember: Margarete von Navarra, Herzogin von Alençon und Königin von Navarra, Dichterin und Diplomatin (* 1492)
- 28. Dezember: Jean d’Albon de Saint-André, Gouverneur von Lyon (* 1472)

### Genaues Todesdatum unbekannt
- Abu l-Abbas Ahmad, Sultan der Wattasiden
- Veronika von Dölau, vorletzte Äbtissin des Klosters Hof
- Blasius Honold, Kaufmann und Bürgermeister in Kaufbeuren (* um 1477)
- María de Toledo, spanische Adelige, Ehefrau des Diego Kolumbus und Schwiegertochter des Christoph Kolumbus (* um 1490)